# 長額蝦總科
長額蝦總科（學名：Pandaloidea），是抱卵亞目真蝦下目的其中一個總科，由阿德里安·哈迪·霍沃斯（1767年至1833年）在1825年作型態描述。

## 科學分類
長額蝦總科由下列兩個科組成：
- 长额虾科 Pandalidae：包括23個屬[3]、約200個物種[1]；
- 小海虾科 Thalassocarididae：只有四個物種[1]。